# Гимринский хребет
Гимри́нский хребе́т (авар. Гендерил щоб) — горный хребет на Северном Кавказе, административно расположенный на территории Дагестана.
Хребет протягивается на 65 км вдоль рек Аварское Койсу (нижнее её течение) и Сулак, к которым обрывается крутой стеной. Максимальная высота достигает 2134 м (гора Аттау). Сложен известняками. На склонах преобладают горные степи и луга, нагорно-ксерофитная растительность, также встречаются леса.
В толще хребта на автодороге, соединяющей Буйнакск и село Гимры, проложен Гимринский автодорожный тоннель.
Для туристов на Гимринском хребте представляет интерес пик Гагарина (1910 м), расположенный между вершинами Севэмэр (1891 м) и Рогдомеэр (1937 м). С пика открывается вид на село Гимры.